# Комитет за приятелство и културни връзки с чужбина
Комитетът за приятелство и културни връзки с чужбина е българска държавна институция, съществувала от 1951 до 1974 година. Тя е отговорна за българската пропаганда в чужбина и контактите с чужди обществени организации, склонни към сътрудничество с режима в Народна република България. Дейността на комитета, който работи в близко сътрудничество с Министерството на външните работи, включва и подготовката на културни спогодби с други държави, работата на българските културни центрове в чужбина, издаването на книги на български автори в чужбина и други.